# Aeroporto Internazionale di Anchorage-Ted Stevens
L'aeroporto internazionale di Anchorage (in inglese Ted Stevens Anchorage International Airport) (IATA: ANC, ICAO: PANC) è un aeroporto situato a 7 km a sud ovest da Anchorage in Alaska, negli Stati Uniti d'America.

## Storia
Costruito nel 1951 con il nome di Anchorage International Airport, nel 2000 è stato ribattezzato Ted Stevens Anchorage International Airport in onore del senatore alaskano Ted Stevens.

## Statistiche

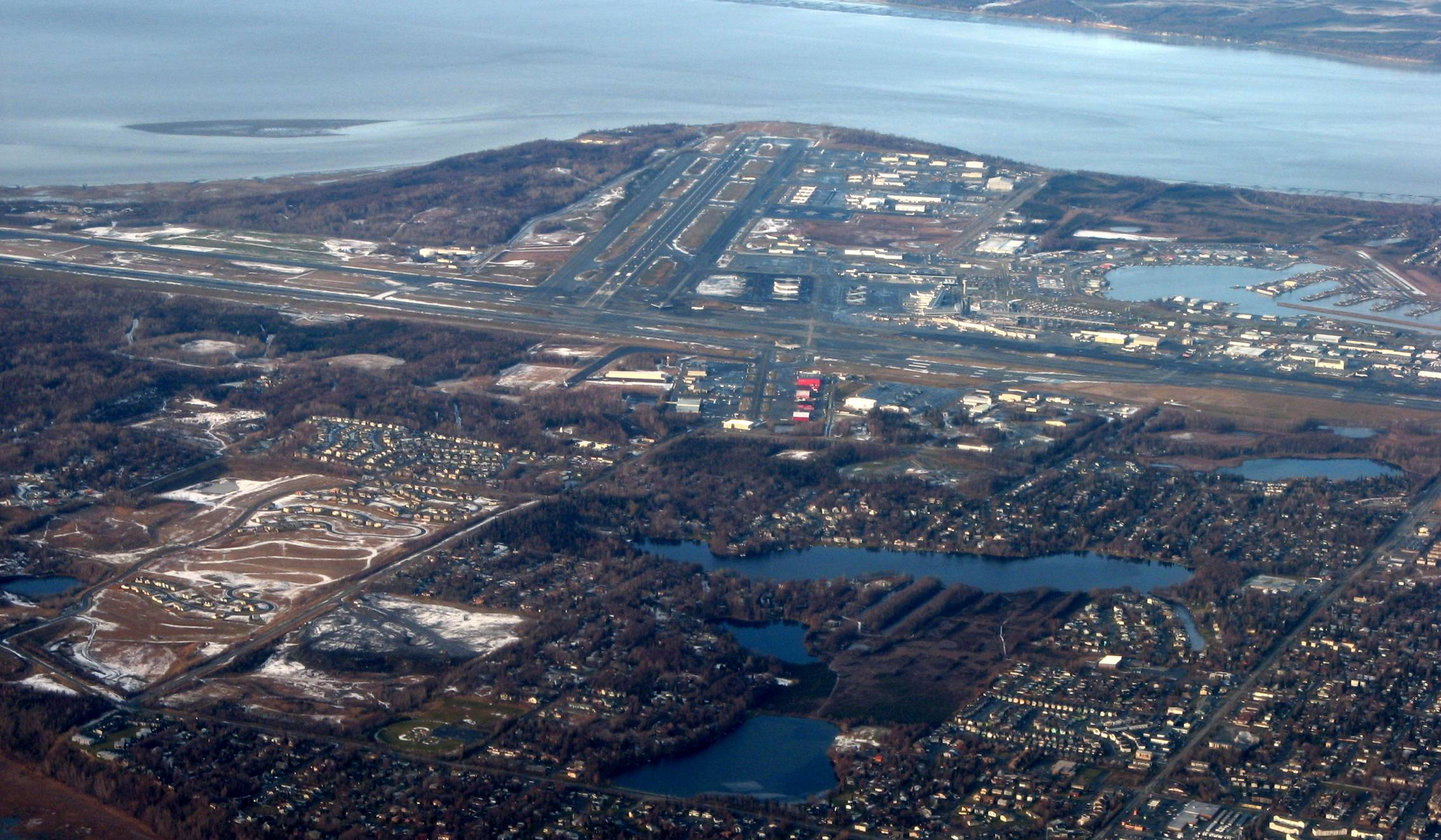
La vista aerea dell'aeroporto di Anchorage

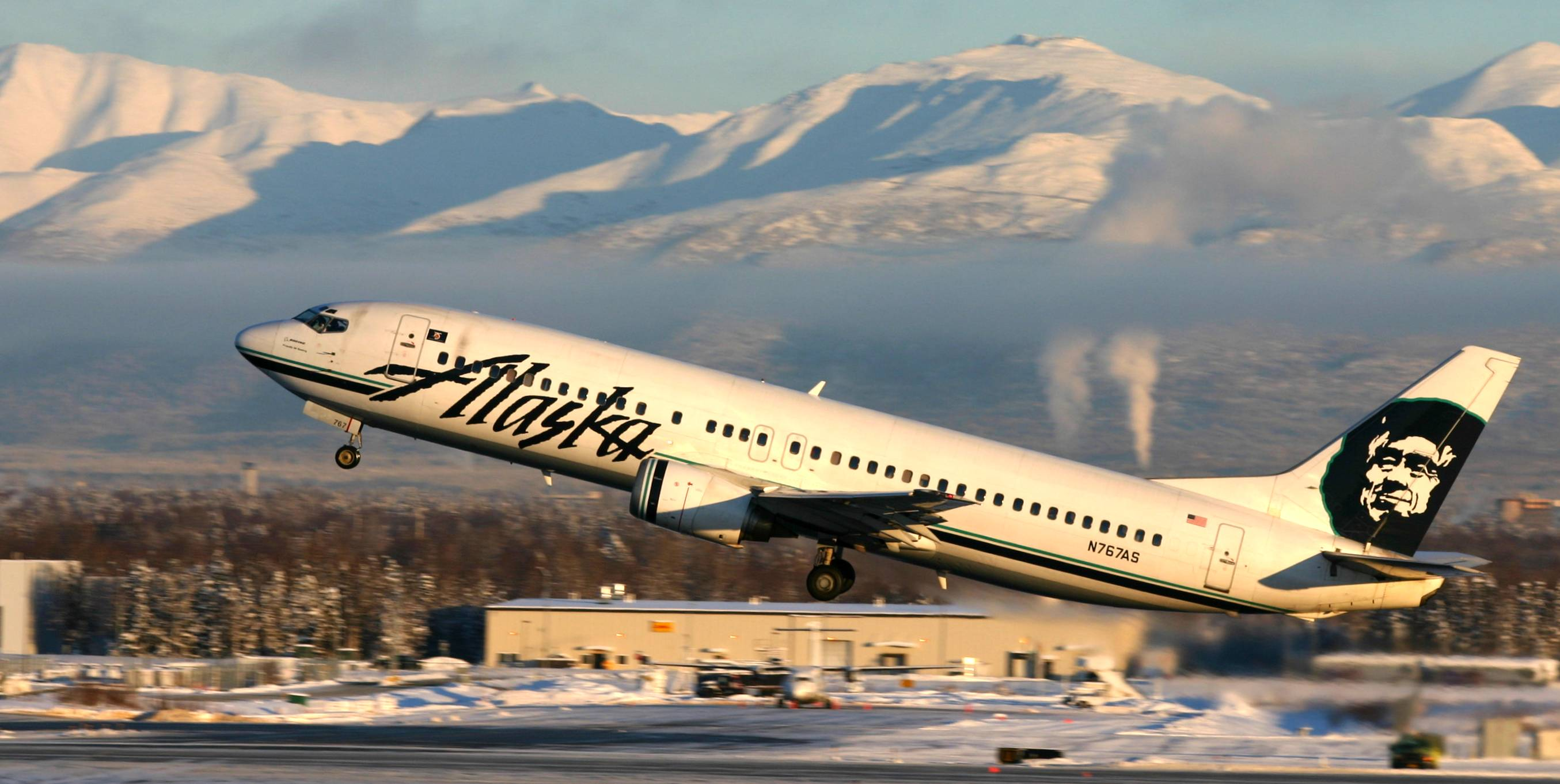
Un Boeing 737 dell'Alaska Airlines in partenza dall'aeroporto di Anchorage

Nel 2007 il numero dei passeggeri in transito era di 5,33 milioni. Dal 30 aprile 2018 al 30 aprile 2019, l'aeroporto ho registrato un totale di 261 961 movimenti, con una media di 718 per giorno.
Principalmente usato come scalo cargo, nel 2021 si è classificato come quarto aeroporto più trafficato al mondo per traffico merci, e secondo negli Stati Uniti, dopo l'aeroporto internazionale di Memphis.
| Classifica | Città                  | Passeggeri | Compagnie Aeree             |
| ---------- | ---------------------- | ---------- | --------------------------- |
| 1          | Seattle, Washington    | 923 000    | Alaska, Delta               |
| 2          | Fairbanks, Alaska      | 180 000    | Alaska, Ravn Alaska, United |
| 3          | Chicago, Illinois      | 115 000    | Alaska, American, United    |
| 4          | Minneapolis, Minnesota | 114 000    | Alaska, Delta, Sun Country  |
| 5          | Denver, Colorado       | 77 000     | Alaska, Frontier, United    |
| 6          | Portland, Oregon       | 77 000     | Alaska                      |
| 7          | Juneau, Alaska         | 72 000     | Alaska                      |
| 8          | Kodiak, Alaska         | 70 000     | Alaska, Ravn Alaska         |
| 9          | Kenai, Alaska          | 70 000     | Grant Aviation, Ravn Alaska |
| 10         | Bethel, Alaska         | 66 000     | Alaska                      |

Questo grafico non è disponibile a causa di un problema tecnico.
Si prega di non rimuoverlo.
Vedi la query Wikidata di origine.